# Alberto Recchia
Alberto Recchia (Roma, 13 marzo 1935 – Ostia, 24 maggio 2017) è stato un calciatore e allenatore di calcio italiano, di ruolo portiere.

## Carriera

Recchia con il Parma 1962-63

### Giocatore
Ha totalizzato complessivamente 22 presenze in Serie A difendendo i pali di Lazio e Messina, e 108 presenze in Serie B con la maglia del Parma. Nella seconda parte della sua carriera, dopo le esperienze ad Avellino e Caserta, è stato una bandiera del Frosinone, di cui ha difeso la porta per sette stagioni.

### Allenatore
Appena finita la sua carriera da calciatore, ha intrapreso quella di preparatore dei portieri nella zona di Roma in diverse società: Pescatori Ostia, Ostiantica, Pro Calcio Acilia, Ostiamare ed Atletico Acilia.

## Palmarès

### Giocatore

#### Competizioni nazionali
- Serie D: 1

Frosinone: 1970-1971